# Mark Killilea junior
Mark Killilea, Jr. (* 5. September 1939 in Belclare bei Tuam, County Galway; † 31. Dezember 2018) war ein irischer Politiker der Fianna Fáil, der zwischen 1969 und 1977 und erneut von 1982 bis 1987 Mitglied des Senats (Seanad Éireann) sowie zwischen 1977 und 1982 Mitglied des Unterhauses (Dáil Éireann) war. Des Weiteren war er zeitweise Staatsminister im Ministerium für Post und Telegrafie sowie zuletzt von 1987 bis 1999 Mitglied des Europäischen Parlaments.

## Leben

### Senator und Abgeordneter
Killilea war der Sohn des Landwirts und Fianna-Fáil-Politikers Mark Killilea, Sr., der von 1927 bis 1932 sowie von 1933 bis 1961 Mitglied des Dáil Éireann und danach von 1961 bis 1969 Mitglied des Seanad Éireann war. Er war wie sein Vater ebenfalls Landwirt und wurde als dessen Nachfolger am 5. November 1969 Mitglied des Seanad Éireann, in dem er bis zum 26. Mai 1977 die Interessengruppe der Arbeitnehmer vertrat.
Killilea kandidierte für die Fianna Fáil bei den Wahlen vom 28. Februar 1973 im Wahlkreis Galway North East ohne Erfolg für ein Mandat im Dáil Éireann. Bei den Wahlen vom 16. Juni 1977 wurde er im Wahlkreis Galway East erstmals zum Mitglied des Dáil Éireann (Teachta Dála) gewählt. Diesem gehörte er nach seiner Wiederwahl bei den Wahlen am 11. Juni 1981 bis zu seiner Niederlage bei den Wahlen am 18. Februar 1982 an, wobei er nunmehr den Wahlkreis Galway West vertrat. 
Im Vorfeld des Rücktritts von Premierminister (Taoiseach) Jack Lynch als Vorsitzender der Fianna Fáil gehörte Killilea zusammen mit Thomas McEllistrim, Jr., Seán Doherty, Jackie Fahey und Albert Reynolds zur sogenannten Gang of Five, die sich für die Nachfolge von Gesundheitsminister Charles J. Haughey als Lynchs Nachfolger einsetzten. Nach dem Rücktritt Lynchs am 5. Dezember 1979 kandidierte Haughey bei der Vorsitzendenwahl am 7. Dezember 1979 gegen den bisherigen Vize-Ministerpräsidenten (Tánaiste) und Finanzminister George Colley. Haughey gewann die Wahl schließlich knapp mit 44 zu 38 Stimmen und wurde daraufhin am 11. Dezember 1979 auch Lynchs Nachfolger als Premierminister.

### Staatsminister und Mitglied des Europäischen Parlaments
Killilea wurde daraufhin am 13. Dezember 1979 von Premierminister Haughey als Staatsminister im Ministerium für Post und Telegrafie berufen und bekleidete dieses Amt bis zum Ende der ersten Amtszeit Haugheys am 30. Juni 1981.
Nachdem er bei den Wahlen vom 18. Februar 1982 eine Niederlage erlitten und sein Mandat im Dáil Éireann verloren hatte, wurde er am 13. Mai 1982 als Vertreter der Arbeitnehmer abermals Mitglied des Senats und gehörte diesem bis zum 21. Dezember 1982 an. Bei den Wahlen vom 24. November 1982 sowie 17. Februar 1987 bewarb er sich im Wahlkreis Galway West erneut für ein Mandat im Dáil Éireann, verpasste aber jeweils den Wiedereinzug in das Unterhaus. Stattdessen wurde er am 23. Februar 1983 wieder für den Senat nominiert, dem er als Vertreter der Arbeitnehmer angehörte. 
Anschließend verzichtete Killilea auch auf seine weitere Mitgliedschaft im Senat, nachdem er am 25. März 1987 als Nachfolger von Ray MacSharry Mitglied des Europäischen Parlaments geworden war. Bei den Europawahlen 1989 und 1994 wurde er jeweils für Connaught Ulster wiedergewählt und gehörte damit dem Europäischen Parlament in der zweiten, dritten und vierten Legislaturperiode an. Er verzichtete auf eine erneute Kandidatur bei der Europawahl 1999 und schied somit am 19. Juli 1999 aus dem Europaparlament aus. Er war vom 26. Juli 1989 bis zum 14. Januar 1992 stellvertretender Vorsitzender des Ausschusses für Landwirtschaft, Fischerei und ländliche Entwicklung. Des Weiteren war er Mitglied und stellvertretendes Mitglied verschiedener Ausschüsse und Delegationen des Europäischen Parlaments.
Während seiner Mitgliedschaft im Europaparlament schloss er sich zunächst der Fraktion der Sammlungsbewegung der Europäischen Demokraten an, deren Schatzmeister er vom 19. Juli 1994 bis 4. Juli 1995 war. Im Anschluss war er vom 5. Juli 1995 bis zum 19. Juli 1999 Schatzmeister der daraus hervorgegangenen Fraktion Union für Europa. Zuletzt war er zwischen dem 15. Januar 1997 und dem 19. Juli 1999 Quästor im Präsidium des Europäischen Parlaments.

### Privat
Mark Killilea hinterließ seine Frau und sieben Kinder; ein weiterer Sohn starb 2009 bei einem Verkehrsunfall.